# Lista de prêmios e indicações recebidos por Wanna One
Esta é uma lista de prêmios e indicações recebidos por Wanna One, uma boy band sul-coreana formada por CJ E&M através do programa de sobrevivência de 2017 Produce 101 Season 2, sob o comando da YMC Entertainment e da CJ E&M. O Wanna One recebeu um total de 46 prêmios; o grupo também ganhou 49 prêmios em programas de música.

## Prêmios coreanos

### Asia Artist Awards
| Edição | Ano  | Categoria                      | Destinatário | Resultado | Ref.  |
| ------ | ---- | ------------------------------ | ------------ | --------- | ----- |
| 2ª     | 2017 | Rookie Award                   | Wanna One    | Venceu    | [ 1 ] |
| 2ª     | 2017 | Super Rookie Samsung Pay Award | Wanna One    | Venceu    | [ 1 ] |
| 2ª     | 2017 | Popularity Award               | Wanna One    | Indicado  | [ 1 ] |
| 3ª     | 2018 | Popularity Award               | Wanna One    | Indicado  | [ 2 ] |
| 3ª     | 2018 | Artist of the Year – Music     | Wanna One    | Venceu    | [ 2 ] |
| 3ª     | 2018 | Asia Hot Artist – Music        | Wanna One    | Venceu    | [ 2 ] |
| 3ª     | 2018 | Best Artist Award – Music      | Wanna One    | Venceu    | [ 2 ] |

### Gaon Chart Music Awards
| Edição | Ano  | Categoria                         | Destinatário                | Resultado | Ref.  |
| ------ | ---- | --------------------------------- | --------------------------- | --------- | ----- |
| 7th    | 2018 | Album of the Year – 3º trimestre  | 1X1=1 (To Be One)           | Indicado  | [ 3 ] |
| 7th    | 2018 | Album of the Year – 4º trimestre  | 1-1=0 (Nothing Without You) | Venceu    | [ 3 ] |
| 7th    | 2018 | Song of the Year – Agosto         | "Energetic"                 | Indicado  | [ 3 ] |
| 7th    | 2018 | Song of the Year – Agosto         | "Burn It Up"                | Indicado  | [ 3 ] |
| 7th    | 2018 | Song of the Year – Novembro       | "Beautiful"                 | Venceu    | [ 3 ] |
| 7th    | 2018 | New Artist of the Year (Álbum)    | 1X1=1 (To Be One)           | Venceu    | [ 3 ] |
| 7th    | 2018 | New Artist of the Year (Canção)   | "Energetic"                 | Indicado  | [ 3 ] |
| 7th    | 2018 | Popularity Award                  | Wanna One                   | Venceu    | [ 3 ] |
| 8ª     | 2019 | Album of the Year – 1 º trimestre | 0+1=1 (I Promise You)       | Pendente  |       |
| 8ª     | 2019 | Album of the Year – 2º trimestre  | 1÷x=1 (Undivided)           | Pendente  |       |
| 8ª     | 2019 | Song of the Year – Junho          | "Light"                     | Pendente  |       |

### Golden Disc Awards
| Edição | Ano  | Categoria                       | Destinatário          | Resultado | Ref.        |
| ------ | ---- | ------------------------------- | --------------------- | --------- | ----------- |
| 32nd   | 2018 | Digital Bonsang                 | "Energetic"           | Indicado  | [ 4 ] [ 5 ] |
| 32nd   | 2018 | New Artist of the Year          | Wanna One             | Venceu    | [ 4 ] [ 5 ] |
| 32nd   | 2018 | Global Popularity Award         | Wanna One             | Indicado  | [ 4 ] [ 5 ] |
| 33rd   | 2019 | Popularity Award                | Wanna One             | Indicado  | [ 6 ]       |
| 33rd   | 2019 | NetEase Most Popular K-pop Star | Wanna One             | Indicado  | [ 6 ]       |
| 33rd   | 2019 | Best Male Group                 | Wanna One             | Venceu    | [ 6 ]       |
| 33rd   | 2019 | Cosmopolitan Artist Award       | Wanna One             | Venceu    | [ 6 ]       |
| 33rd   | 2019 | Disc Bonsang                    | 0+1=1 (I Promise You) | Venceu    | [ 6 ]       |
| 33rd   | 2019 | Disc Daesang                    | 0+1=1 (I Promise You) | Indicado  | [ 6 ]       |

### Korea Popular Music Awards
| Edição | Ano  | Categoria                  | Destinatário                | Resultado | Ref. |
| ------ | ---- | -------------------------- | --------------------------- | --------- | ---- |
| 1ª     | 2018 | Artist of the Year         | Wanna One                   | Venceu    |      |
| 1ª     | 2018 | Popularity Award           | Wanna One                   | Venceu    |      |
| 1ª     | 2018 | Olleh TV Best Artist Award | Wanna One                   | Venceu    |      |
| 1ª     | 2018 | Bonsang Award              | Wanna One                   | Venceu    |      |
| 1ª     | 2018 | Best Album                 | 1-1=0 (Nothing Without You) | Indicado  |      |
| 1ª     | 2018 | Best Digital Song          | "Beautiful"                 | Indicado  |      |

### MBC Plus X Genie Music Awards
| Edição | Ano  | Categoria                    | Destinatário                | Resultado | Ref.        |
| ------ | ---- | ---------------------------- | --------------------------- | --------- | ----------- |
| 1ª     | 2018 | Artist of the Year           | Wanna One                   | Indicado  | [ 7 ] [ 8 ] |
| 1ª     | 2018 | Song of the Year             | "Beautiful"                 | Venceu    | [ 7 ] [ 8 ] |
| 1ª     | 2018 | Song of the Year             | "Boomerang"                 | Indicado  | [ 7 ] [ 8 ] |
| 1ª     | 2018 | Digital Album of the Year    | 1-1=0 (Nothing Without You) | Indicado  | [ 7 ] [ 8 ] |
| 1ª     | 2018 | Male Group Award             | Wanna One                   | Indicado  | [ 7 ] [ 8 ] |
| 1ª     | 2018 | Dance Track (Masculino)      | "Boomerang"                 | Indicado  | [ 7 ] [ 8 ] |
| 1ª     | 2018 | Vocal Track (Masculino)      | "Beautiful"                 | Venceu    | [ 7 ] [ 8 ] |
| 1ª     | 2018 | Genie Music Popularity Award | Wanna One                   | Indicado  | [ 7 ] [ 8 ] |
| 1ª     | 2018 | MBC Plus Star Award          | Wanna One                   | Venceu    | [ 7 ] [ 8 ] |

### Melon Music Awards
| Edição | Ano  | Categoria                | Destinatário          | Resultado | Ref.         |
| ------ | ---- | ------------------------ | --------------------- | --------- | ------------ |
| 9ª     | 2017 | Best New Artist          | Wanna One             | Venceu    | [ 9 ] [ 10 ] |
| 9ª     | 2017 | Artist of the Year       | Wanna One             | Indicado  | [ 9 ] [ 10 ] |
| 9ª     | 2017 | Top 10 Artists           | Wanna One             | Venceu    | [ 9 ] [ 10 ] |
| 9ª     | 2017 | Netizen Popularity Award | Wanna One             | Indicado  | [ 9 ] [ 10 ] |
| 9ª     | 2017 | Kakao Hot Star Award     | Wanna One             | Venceu    | [ 9 ] [ 10 ] |
| 10ª    | 2018 | Top 10 Artists           | Wanna One             | Venceu    | [ 11 ]       |
| 10ª    | 2018 | Record of the Year       | 0+1=1 (I Promise You) | Venceu    | [ 11 ]       |
| 10ª    | 2018 | Best Male Dance          | "Boomerang"           | Venceu    | [ 11 ]       |

#### Melon Popularity Award
| Ano  | Destinatário | Data           |
| ---- | ------------ | -------------- |
| 2017 | "Energetic"  | 4 de Setembro  |
| 2017 | "Energetic"  | 11 de Setembro |
| 2017 | "Beautiful"  | 27 de Novembro |
| 2017 | "Beautiful"  | 4 de Dezembro  |
| 2017 | "Beautiful"  | 11 de Dezembro |
| 2017 | "Beautiful"  | 18 de Dezembro |
| 2017 | "Beautiful"  | 25 de Dezembro |
| 2018 | "Boomerang"  | 9 de Abril     |

### Mnet Asian Music Awards
| Edição | Ano  | Categoria                           | Destinatário          | Resultado | Ref.          |
| ------ | ---- | ----------------------------------- | --------------------- | --------- | ------------- |
| 19th   | 2017 | Best of Next Award                  | Wanna One             | Venceu    | [ 12 ] [ 13 ] |
| 19th   | 2017 | Best New Male Artist                | Wanna One             | Venceu    | [ 12 ] [ 13 ] |
| 19th   | 2017 | Best Male Group                     | Wanna One             | Venceu    | [ 12 ] [ 13 ] |
| 19th   | 2017 | Artist of the Year                  | Wanna One             | Indicado  | [ 12 ] [ 13 ] |
| 19th   | 2017 | Album of the Year                   | 1X1=1 (To Be One)     | Indicado  | [ 12 ] [ 13 ] |
| 19th   | 2017 | Best Music Video                    | "Energetic"           | Indicado  | [ 12 ] [ 13 ] |
| 19th   | 2017 | Mwave Global Fans' Choice           | "Energetic"           | Indicado  | [ 12 ] [ 13 ] |
| 20th   | 2018 | Artist of the Year                  | Wanna One             | Indicado  | [ 14 ]        |
| 20th   | 2018 | Best Male Group                     | Wanna One             | Venceu    | [ 14 ]        |
| 20th   | 2018 | Worldwide Icon of the Year          | Wanna One             | Indicado  | [ 14 ]        |
| 20th   | 2018 | Song of the Year                    | "Boomerang"           | Indicado  | [ 14 ]        |
| 20th   | 2018 | Best Dance Performance – Male Group | "Boomerang"           | Indicado  | [ 14 ]        |
| 20th   | 2018 | Best Music Video                    | "Beautiful"           | Indicado  | [ 14 ]        |
| 20th   | 2018 | Favorite Music Video                | "Beautiful"           | Indicado  | [ 14 ]        |
| 20th   | 2018 | Mwave Global Fans' Choice           | "Beautiful"           | Indicado  | [ 14 ]        |
| 20th   | 2018 | DDP Best Trend                      | Wanna One             | Venceu    | [ 14 ]        |
| 20th   | 2018 | Worldwide Fan's Choice Top 10       | Wanna One             | Venceu    | [ 14 ]        |
| 20th   | 2018 | Favorite Dance Artist (Masculino)   | Wanna One             | Indicado  | [ 14 ]        |
| 20th   | 2018 | Best Unit                           | Triple Position       | Venceu    | [ 14 ]        |
| 20th   | 2018 | Album of the Year                   | 0+1=1 (I Promise You) | Indicado  | [ 14 ]        |

### Seoul Music Awards
| Edição | Ano  | Categoria            | Destinatário | Resultado | Ref.          |
| ------ | ---- | -------------------- | ------------ | --------- | ------------- |
| 27th   | 2018 | Bonsang Award        | Wanna One    | Venceu    | [ 15 ] [ 16 ] |
| 27th   | 2018 | New Artist Award     | Wanna One    | Venceu    | [ 15 ] [ 16 ] |
| 27th   | 2018 | Popularity Award     | Wanna One    | Indicado  | [ 15 ] [ 16 ] |
| 27th   | 2018 | Hallyu Special Award | Wanna One    | Indicado  | [ 15 ] [ 16 ] |

### Soribada Best K-Music Awards
| Edição | Ano  | Categoria                    | Destinatário | Resultado | Ref.          |
| ------ | ---- | ---------------------------- | ------------ | --------- | ------------- |
| 1st    | 2017 | Bonsang Award                | Wanna One    | Indicado  | [ 17 ] [ 18 ] |
| 1st    | 2017 | New Artist of the Year       | Wanna One    | Venceu    | [ 17 ] [ 18 ] |
| 1st    | 2017 | Rising Hot Star Award        | Wanna One    | Venceu    | [ 17 ] [ 18 ] |
| 1st    | 2017 | Popularity Award             | Wanna One    | Indicado  | [ 17 ] [ 18 ] |
| 2ª     | 2018 | Bonsang Award                | Wanna One    | Venceu    | [ 19 ]        |
| 2ª     | 2018 | Popularity Award (Masculino) | Wanna One    | Venceu    | [ 19 ]        |
| 2ª     | 2018 | Global Fandom Award          | Wanna One    | Indicado  | [ 19 ]        |

## Prêmios internacionais

### MTV Europe Music Award
| Edição | Ano  | Categoria       | Destinatário | Resultado | Ref.   |
| ------ | ---- | --------------- | ------------ | --------- | ------ |
| 24ª    | 2017 | Best Korean Act | Wanna One    | Indicado  | [ 20 ] |

## Outros prêmios
| Edição                                           | Ano  | Prêmio                                              | Trabalho nomeado                       | Resultado | Ref.   |
| ------------------------------------------------ | ---- | --------------------------------------------------- | -------------------------------------- | --------- | ------ |
| Busan One Asia Festival Awards                   |      |                                                     |                                        |           |        |
| 2ª                                               | 2017 | Rising Star                                         | Wanna One                              | Venceu    | [ 21 ] |
| Korean Film Actors Association Awards            |      |                                                     |                                        |           |        |
| 6ª                                               | 2017 | Top Singer                                          | Wanna One                              | Venceu    | [ 22 ] |
| EDaily Culture Awards                            |      |                                                     |                                        |           |        |
| 5ª                                               | 2018 | Top Excellence Award – Concert                      | Wanna One Premier Show-Con (To Be One) | Venceu    | [ 23 ] |
| V Live Awards                                    |      |                                                     |                                        |           |        |
| 3ª                                               | 2018 | Global Rookie Top 5                                 | Wanna One                              | Venceu    | [ 24 ] |
| 4ª                                               | 2019 | Artist Top 10                                       | Wanna One                              | Indicado  | [ 25 ] |
| 4ª                                               | 2019 | Best Channel – 1 million followers                  | Wanna One                              | Indicado  | [ 26 ] |
| Korea Entertainment Producers Association Awards |      |                                                     |                                        |           |        |
| 2ª                                               | 2018 | Artist of the Year                                  | Wanna One                              | Venceu    | [ 27 ] |
| National Brand Awards                            |      |                                                     |                                        |           |        |
| 3ª                                               | 2018 | National Brand Grand Prize                          | Wanna One                              | Venceu    |        |
| Consumer Rights Day Awards                       |      |                                                     |                                        |           |        |
| 23ª                                              | 2018 | Best Singer of the Year Selected by Music Consumers | Wanna One                              | Venceu    |        |

## Prêmios de programas de música

### Inkigayo
| Ano  | Data         | Canção      |
| ---- | ------------ | ----------- |
| 2017 | 20 de Agosto | "Energetic" |
| 2017 | 27 de Agosto | "Energetic" |

### M Countdown
| Ano  | Data           | Canção          |
| ---- | -------------- | --------------- |
| 2017 | 17 de Agosto   | "Energetic"     |
| 2017 | 24 de Agosto   | "Energetic"     |
| 2017 | 31 de Agosto   | "Energetic"     |
| 2017 | 23 de Novembro | "Beautiful"     |
| 2018 | 29 de Março    | "Boomerang"     |
| 2018 | 5 de Abril     | "Boomerang"     |
| 2018 | 14 de Junho    | "Light"         |
| 2018 | 29 de Novembro | "Spring Breeze" |

### Music Bank
| Ano  | Data           | Canção          |
| ---- | -------------- | --------------- |
| 2017 | 18 de Agosto   | "Energetic"     |
| 2017 | 25 de Agosto   | "Energetic"     |
| 2017 | 24 de Novembro | "Beautiful"     |
| 2017 | 1 de Dezembro  | "Beautiful"     |
| 2018 | 30 de Março    | "Boomerang"     |
| 2018 | 6 de Abril     | "Boomerang"     |
| 2018 | 13 de Abril    | "Boomerang"     |
| 2018 | 15 de Junho    | "Light"         |
| 2018 | 22 de Junho    | "Light"         |
| 2018 | 30 de Novembro | "Spring Breeze" |

### Show Champion
| Ano  | Data           | Canção                   |
| ---- | -------------- | ------------------------ |
| 2017 | 16 de Agosto   | "Energetic"              |
| 2017 | 23 de Agosto   | "Energetic"              |
| 2017 | 30 de Agosto   | "Energetic"              |
| 2017 | 22 de Novembro | "Beautiful"              |
| 2018 | 21 de Março    | "I Promise You (I.P.U.)" |
| 2018 | 28 de Março    | "Boomerang"              |
| 2018 | 4 de Abril     | "Boomerang"              |
| 2018 | 13 de Junho    | "Light"                  |
| 2018 | 20 de Junho    | "Light"                  |
| 2018 | 28 de Novembro | "Spring Breeze"          |
| 2018 | 5 de Dezembro  | "Spring Breeze"          |

### Show! Music Core
| Ano  | Data           | Canção                   |
| ---- | -------------- | ------------------------ |
| 2017 | 19 de Agosto   | "Energetic"              |
| 2017 | 26 de Agosto   | "Energetic"              |
| 2017 | 2 de Setembro  | "Energetic"              |
| 2017 | 25 de Novembro | "Beautiful"              |
| 2017 | 2 de Dezembro  | "Beautiful"              |
| 2017 | 9 de Dezembro  | "Beautiful"              |
| 2017 | 16 de Dezembro | "Beautiful"              |
| 2018 | 17 de Março    | "I Promise You (I.P.U.)" |
| 2018 | 31 de Março    | "Boomerang"              |
| 2018 | 7 de Abril     | "Boomerang"              |
| 2018 | 16 de Junho    | "Light"                  |
| 2018 | 1 de Dezembro  | "Spring Breeze"          |

### The Show
| Ano  | Data           | Canção          |
| ---- | -------------- | --------------- |
| 2017 | 22 de Agosto   | "Energetic"     |
| 2017 | 29 de Agosto   | "Energetic"     |
| 2018 | 3 de Abril     | "Boomerang"     |
| 2018 | 12 de Junho    | "Light"         |
| 2018 | 27 de Novembro | "Spring Breeze" |
| 2018 | 4 de Dezembro  | "Spring Breeze" |